# 블라디미르 비스트로프
| 이 사람의 이름은 동슬라브어군 이름입니다. 첫 번째 성은 비스트로프 이며 부칭은 세르게예비치 입니다. |

블라디미르 세르게예비치 비스트로프(러시아어: Владимир Серге́евич Быстров, 1984년 1월 31일, 레닌그라드 주 루가 ~)는 러시아의 전직 축구 선수로, 현역 시절 우측 미드필더로 활약했다.

## 경력

### 제니트
비스트로프는 스메나 유소년 축구단에서 축구를 시작했다. 2001년, 그는 제니트로 둥지를 옮겼다. 2002년 5월 8일, 그는 제니트 선수로 신고식을 치렀다. 2005년, 선수단에서 자리를 상실하고 출전 기회가 줄자 그는 불만을 표했다. 제니트 이사진과의 불미스러운 일에 얽힌 후, 그는 스파르타크 모스크바로 이적했다.

### 스파르타크 모스크바
2005년 6월, 그는 €4M에 스파르타크로 이적했다. 제니트 지지자들은 그가 주적인 스파르타크로 이적한 사실에 유감을 표했다. 그는 6월 9일에 스파르타크 첫 경기를 치렀다. 2009년, 그는 알레스와 웰리통의 지지로 스파르타크 선수단의 지휘자가 되었다.

### 제니트 복귀
2009년 8월 27일, 제니트의 숙적 스파르타크 모스크바 소속으로 4년을 보낸 측면 미드필더는 2014년 6월까지 계약하고 친정 구단으로 깜짝 복귀했다.
그는 스파르타크 모스크바 선수로 뛴 경험이 있었기에, 그의 복귀를 용납하지 못하는 지지자들은 비스트로프를 향해 야유했다. 2010년 3월, 상트 페테르부르크 연고 구단은 러시아 리그 정상에 올랐지만, 뒤풀이는 일부 관중의 방해로 선수들이 무대에 오르면서 중단되었다.

### 크라스노다르
시즌 중도에 갓 강등된 안지 마하치칼라로 임대된 비스트로프는 2014년 6월 9일에 크라스노다르와 3년 계약을 맺고 이적했다. 비스트로프는 계약이 끝나고 구단을 떠났다.

### 토스노
2017년 8월 8일, 그는 토스노와 1년 계약을 맺었다.

## 국가대표팀 경력
그의 첫 러시아 국가대표팀 경기는 2004년 3월에 열렸다. 비스트로프는 7번의 유로 2008 예선전에 7경기 출전하며 인상적인 활약을 펼쳤고, 러시아의 본선행을 선사한 귀중한 2골을 기록했다. 그는 몇 년에 걸쳐 인상적인 활약으로 주목을 받으면서, 잉글랜드 프리미어리그나 독일 분데스리가 이적 제의를 받기도 했다. 비스트로프는 휘스 히딩크 감독의 유로 2008 최종 명단에 이름을 올렸다. 그는 러시아가 1-4로 패한 스페인과의 1차전 경기에서 46분에 드미트리 시초프와 교체되어 들어갔고, 이후 70분에 로만 아다모프와 교체되어 나갔다.
그는 파비오 카펠로의 브라질 2014년 월드컵 예비 명단에 이름을 올렸지만, 최종 명단에서 제외되었다. 그는 다른 6명의 선수들과 함께 23인 최종 명단에서 빠졌다.

## 경력 통계

### 클럽
2018년 5월 13일 기준
| 구단                | 시즌      | 리그 | 리그 | 컵   | 컵 | 유럽 | 유럽 | 기타 | 기타 | 합계 | 합계 |
| 구단                | 시즌      | 출장 | 골   | 출장 | 골 | 출장 | 골   | 출장 | 골   | 출장 | 골   |
| ------------------- | --------- | ---- | ---- | ---- | -- | ---- | ---- | ---- | ---- | ---- | ---- |
| 제니트              | 2002      | 8    | 0    | 2    | 0  | 2    | 0    | —    | —    | 12   | 0    |
| 제니트              | 2003      | 19   | 4    | 5    | 2  | —    | —    | 4    | 2    | 28   | 8    |
| 제니트              | 2004      | 21   | 1    | 1    | 0  | 6    | 0    | —    | —    | 28   | 1    |
| 제니트              | 2005      | 13   | 1    | 5    | 0  | —    | —    | —    | —    | 18   | 1    |
| 제니트              | 합계      | 61   | 6    | 13   | 2  | 8    | 0    | 4    | 2    | 86   | 10   |
| 스파르타크 모스크바 | 2005      | 15   | 3    | —    | —  | —    | —    | —    | —    | 15   | 3    |
| 스파르타크 모스크바 | 2006      | 24   | 6    | 10   | 1  | 9    | 0    | 1    | 0    | 44   | 7    |
| 스파르타크 모스크바 | 2007      | 18   | 3    | 5    | 0  | 4    | 0    | —    | —    | 27   | 3    |
| 스파르타크 모스크바 | 2008      | 24   | 1    | —    | —  | 7    | 0    | —    | —    | 31   | 1    |
| 스파르타크 모스크바 | 2009      | 18   | 4    | 2    | 0  | —    | —    | —    | —    | 20   | 4    |
| 스파르타크 모스크바 | 합계      | 99   | 17   | 17   | 1  | 20   | 0    | 1    | 0    | 137  | 18   |
| 제니트              | 2009      | 10   | 6    | —    | —  | —    | —    | —    | —    | 10   | 6    |
| 제니트              | 2010      | 25   | 6    | 0    | 0  | 4    | 0    | —    | —    | 29   | 6    |
| 제니트              | 2011–12   | 12   | 1    | 2    | 0  | 5    | 0    | —    | —    | 19   | 1    |
| 제니트              | 2012–13   | 24   | 3    | 1    | 0  | 6    | 0    | 1    | 0    | 32   | 3    |
| 제니트              | 2013–14   | 15   | 0    | 1    | 0  | 5    | 0    | 1    | 0    | 22   | 0    |
| 제니트              | 합계      | 86   | 16   | 4    | 0  | 20   | 0    | 2    | 0    | 112  | 16   |
| 안지 마하치칼라     | 2013–14   | 11   | 1    | 0    | 0  | 0    | 0    | —    | —    | 11   | 1    |
| 안지 마하치칼라     | 합계      | 11   | 1    | 0    | 0  | 0    | 0    | 0    | 0    | 11   | 1    |
| 크라스노다르        | 2014–15   | 19   | 3    | 0    | 0  | 5    | 2    | —    | —    | 24   | 5    |
| 크라스노다르        | 2015–16   | 13   | 0    | 2    | 0  | 2    | 0    | —    | —    | 17   | 0    |
| 크라스노다르        | 2016–17   | 8    | 0    | 2    | 0  | 2    | 0    | —    | —    | 12   | 0    |
| 크라스노다르        | 합계      | 40   | 3    | 4    | 0  | 9    | 2    | 0    | 0    | 53   | 5    |
| 토스노              | 2017–18   | 3    | 0    | 1    | 0  | —    | —    | —    | —    | 4    | 0    |
| 경력 합계           | 경력 합계 | 300  | 43   | 39   | 3  | 57   | 2    | 7    | 2    | 403  | 50   |

### 참고
1. ↑  러시아 프리미어 리그컵 4경기 출장 기록
2. ↑  러시아 슈퍼컵 1경기 출장 기록
3. ↑  러시아 슈퍼컵 1경기 출장 기록
4. ↑  러시아 슈퍼컵 1경기 출장 기록

### 국가대표팀 득점 기록
| # | 날짜             | 경기장                                | 상대         | 점수 | 결과 | 대회             |
| - | ---------------- | ------------------------------------- | ------------ | ---- | ---- | ---------------- |
| 1 | 2006년 11월 15일 | 북마케도니아 스코페 시립 경기장       | 북마케도니아 | 1-0  | 2-0  | 유로 2008 예선전 |
| 2 | 2007년 2월 8일   | 네덜란드 암스테르담 암스테르담 아레나 | 네덜란드     | 1-2  | 1-4  | 친선경기         |
| 3 | 2008년 5월 23일  | 러시아 모스크바 로코모티프 경기장     | 카자흐스탄   | 2-0  | 6-0  | 친선경기         |
| 4 | 2008년 6월 4일   | 독일 부르크하우젠 바커 아레나         | 리투아니아   | 4-1  | 4-1  | 친선경기         |

## 수상

### 클럽
제니트
- 러시아 프리미어리그: 2010, 2011–12
- 러시아 컵: 2009–10
- 러시아 슈퍼컵: 2011
- 러시아 프리미어 리그컵: 2003

토스노
- 러시아 컵: 2017–18

### 국가대표팀
러시아
- 유럽 선수권 대회 4강: 2008[4][5][6]